# Phyllocnistis sciophanta
Phyllocnistis sciophanta là một loài bướm đêm thuộc họ Gracillariidae, known from Peru. Nó được miêu tả bởi E. Meyrick năm 1915.